# Slånguldmal
Slånguldmal (Phyllonorycter spinicolellus) är en fjärilsart som först beskrevs av Philipp Christoph Zeller 1846.  Slånguldmal ingår i släktet guldmalar, och familjen styltmalar. Enligt den finländska rödlistan är arten sårbar i Finland. Arten är reproducerande i Sverige. Artens livsmiljö är parker, gårdsplaner och trädgårdar.